# Klára Fried-Bánfalvi
Klára Fried-Bánfalvi (9 maggio 1931 – 15 luglio 2009) è stata una canoista ungherese.

## Palmarès

### Olimpiadi
- 1 medaglia:
  - 1 bronzo (Roma 1960 nel K-2 500 m)

### Mondiali
- 1 medaglia:
  - 1 oro (Mâcon 1954 nel K-2 500 m)